# Utal
Utal (o Bijapur) fou un estat tributari protegit del tipus zamindari al districte de Sambalpur a les Províncies Centrals. Tenia una població el 1881 de 14.722 habitants en 54 pobles amb una superfície total aproximada de 207 km².
La capital era Bijapur amb 1.388 habitants el 1881.
Fou un principat gond, però el 1820 fou concedit pel rajà Maharaj Sahi de Sambalpur, amb consentiment britànic, a Gopi Kulta, els descendents del qual el van governar fins a 1953. Aquests zamindaris eren de casta kulta. Els seus ingressos eren de 165 lliures i en pagaven 35 com a tribut o renda.